# Sturag
Sturag je nenaseljeni otočić uz zapadnu obalu Istre, oko 4 km južno od Rovinja, između otočića Maškin i Sveti Ivan. Dio je Rovinjskog otočja.
Površina otoka je 22.473 m2, duljina obalne crte 615 m, a visina 7 metara.
U Državnom programu zaštite i korištenja malih, povremeno nastanjenih i nenastanjenih otoka i okolnog mora Ministarstva regionalnoga razvoja i fondova Europske unije, svrstan je kao "mali otočić". Pripada Gradu Rovinju.